# Шайдаров, Зейнулла Мухамеджанович
Зейнулла Мухамеджанович Шайдаров (14 ноября 1933, п. Атасу, Жанааркинский район, Карагандинская область — 25 июня 2020) — советский государственный и партийный деятель.

## Биография
Происходит из подрода мойын-караша рода куандык племени аргын. 
Окончил Алма-Атинский зоотехнологическо-ветеринарный институт (1955). Работал в Акмолинском зооветеринарном техникуме (1955 — 59), в Караганде на партийно-советской работе, на преподавательской деятельности в школе (1959).
Заведующий отделом сельского хозяйства партийного комитета Акмолинской области (1966 — 69), 2-й секретарь Астраханского районного комитета партии, 1-секретарь Атбасарского районного комитета партии (1969 — 72), 2-й секретарь Акмолинского областного комитета партии (1978), председатель исполнительного комитета Акмолинского областного совета (1983).
Похоронен в Национальном Пантеоне Казахстана.

## Награды
Награжден орденами Ленина, «Знак Почета», Трудового Красного Знамени, орденом Октябрьской революции, а также медалями.